# 기동전사 V 건담의 등장인물
기동전사 V 건담의 등장인물(일본어: 機動戦士Vガンダムの登場人物)에서는 TV 애니메이션 《기동전사 V 건담》에 등장하는 가공의 인물들에 대해서 기술한다.
특히 설명이 필요한 인물은 각 인물에 대한 문서를 참조하도록 한다.

## 리가 밀리티어
리가 밀리티어에 소속된 인물들이다.
아래의 인물에 대한 자세한 내용은 각 인물의 문서를 참조한다.
- 웃소 에빈
- 샤크티 카린
- 하로

## 같이 보기
- 기동전사 V 건담